# Tony Christie
Tony Christie, nom artistique de Anthony Fitzgerald, né le 25 avril 1943, est un chanteur, musicien et acteur anglais.
Il a choisi son nom de scène « Christie » après avoir visionné le film Darling chérie (1965) mettant en vedette Julie Christie.

## Discographie

### Singles
- 1971: Las Vegas
- 1971: I Did What I Did for Maria
- 1971: Is This the Way to Amarillo
- 1973: Avenues and Alleyways
- 1976: Drive Safely Darling
- 1999: Walk like a Panther (All Seeing I feat. Tony Christie)
- 2005: Is This the Way to Amarillo (Tony Christie feat. Peter Kay)
- 2005: Avenues and Alleyways
- 2005: Merry Xmas Everybody
- 2006: Is This the Way to the World Cup